# Kaneelborstmonarch
De kaneelborstmonarch (Myiagra ruficollis) is een zangvogel uit de familie Monarchidae (monarchen).

## Verspreiding en leefgebied
Deze soort komt voor in Australië, Nieuw-Guinea en de Kleine Soenda-eilanden. Er zijn drie ondersoorten:
- M. r. ruficollis: zuidelijke en oostelijke Kleine Soenda-eilanden en de eilanden in de Floreszee.
- M. r. fulviventris: Tanimbar-eilanden.
- M. r. mimikae: zuidelijk Nieuw-Guinea, de Aru-eilanden (nabij zuidwestelijk Nieuw-Guinea), eilanden van de Straat Torres en noordelijk en noordoostelijk Australië.

## Status
De grootte van de populatie is niet gekwantificeerd maar de soort wordt omschreven als plaatselijk vrij algemeen in Australië, schaars in Nieuw-Guinea en vrij algemeen op de overige Indonesische eilanden. Op de Rode lijst van de IUCN heeft deze soort de status niet bedreigd.